# Wilhelm Nußelt
Ernst Kraft Wilhelm Nußelt (* 25. November 1882 in Nürnberg; † 1. September 1957 in München) war ein deutscher Physiker und Hochschullehrer.

## Leben
Wilhelm Nußelt studierte an der Technischen Hochschule (Berlin-)Charlottenburg und der Technischen Hochschule München Maschinenlehre und graduierte 1904 zum Diplom-Ingenieur. Er wurde Assistent von Oskar Knoblauch am Laboratorium für technische Physik in München und führte dort Studien in Mathematik und Physik durch. 1907 promovierte er mit seinen Thesen über die „Wärmeleitfähigkeit von Isoliermaterialien“. Von 1907 bis 1909 arbeitete er als Assistent von Richard Mollier an der Technischen Hochschule Dresden und wurde mit seiner Arbeit über „Wärme- und Impulstransport in Rohren“ habilitiert.
Mit seiner 1915 veröffentlichten und berühmt gewordenen Arbeit „Das Grundgesetz des Wärmeübergangs“, in der er die Wärmeübergangsprobleme grundlegend neu darstellte, begründete er die Ähnlichkeitstheorie der Wärmeübertragung. 1916 wurde die Nußeltsche Wasserhauttheorie vorgestellt, die Theorie zum Wärmeübergang bei der laminaren Filmkondensation an Rohren und senkrechten oder geneigten Wänden.
Wilhelm Nußelt lehrte von 1920 bis 1925 als Professor an der Technischen Hochschule Karlsruhe. 1925 erhielt er von der Technischen Hochschule München die Berufung als Ordinarius auf den Lehrstuhl für theoretische Maschinenlehre und die Ernennung zum Direktor des Laboratoriums für Wärmekraftmaschinen (gemeinsam mit A. Loschge). Von 1925 bis zu seiner Emeritierung 1951 forschte und lehrte er dort als Professor für Thermodynamik. In dieser Zeit entstanden wesentliche Veröffentlichungen auf dem Gebiet der Wärmeübertragung (Nußeltsche Wasserhauttheorie, Nußelt-Kugel, Nußelt-Zahl).
Wilhelm Nußelt war Mitglied im Verein Deutscher Ingenieure (VDI) und wurde 1951 mit der Grashof-Denkmünze des VDI ausgezeichnet, außerdem im gleichen Jahr mit der Carl-Friedrich-Gauß-Medaille der Braunschweigischen Wissenschaftlichen Gesellschaft (BWG). 1953 verlieh ihm die Technische Hochschule Dresden die Ehrendoktorwürde, im gleichen Jahr wurde er zum Mitglied der Bayerischen Akademie der Wissenschaften berufen.